# Kara Mustafa Pasha

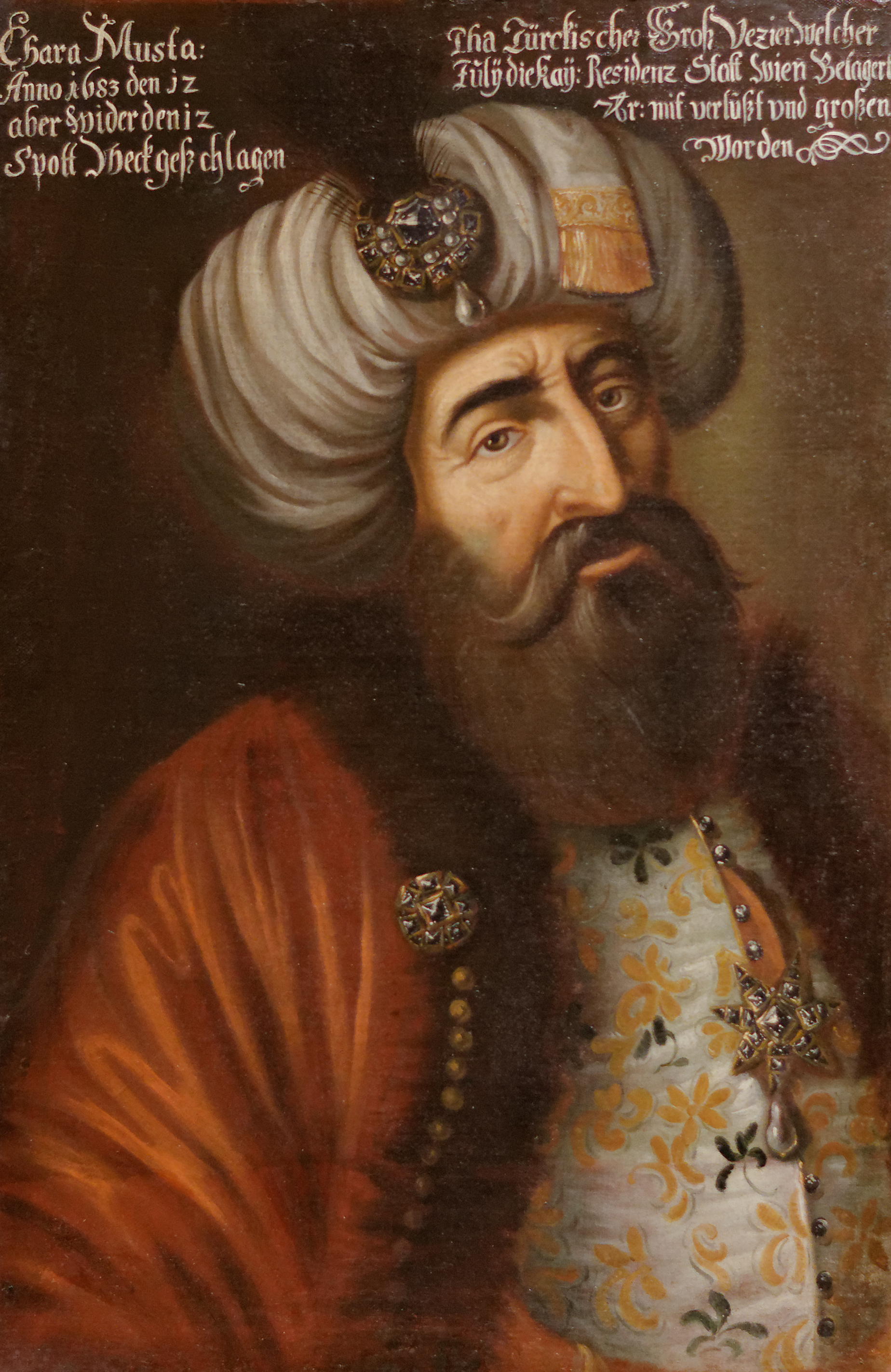
Kara Mustafa Pasha

Merzifonlu Kara Mustafa Pasha (tiếng Thổ Nhĩ Kỳ Ottoman: مرزيفونلى قره مصطفى پاشا, tiếng Thổ Nhĩ Kỳ: Merzifonlu Kara Mustafa Paşa), (1634/1635 - 25 tháng 12, 1683) là một nhà quý tộc Ottoman, người từng là nhân vật trung tâm trong những nỗ lực cuối cùng của Đế chế Ottoman nhằm mở rộng sang cả Trung và Đông Âu.

## Đầu đời
Sinh ra tại làng Mirince/Marınca gần Merzifon (nay là Karamustafapaşa), Mustafa được dạy dỗ trong gia đình của Köprülü Mehmed Pasha và sau làm rể gia đình quyền lực này. Năm 1659, ông trở thành thống đốc tỉnh Silistria và sau đó giữ một số chức vụ quan trọng. Ông đã đại diện cho anh/em rể mình, Grand vizier Köprülüzade Fazıl Ahmed Pasha khi vắng mặt tại triều đình của Sultan trong mười năm.
Ông từng chỉ huy lục quân trong chiến tranh chống lại Ba Lan và là người thực hiện đàm phán với John Sobieski vào năm 1676 để sáp nhập tỉnh Podolia vào đế quốc. Chiến thắng này đã giúp người Ottoman biến các vùng Cossack ở miền nam Ukraina thành một vùng bảo hộ. Khi Köprülü Fazıl Ahmed Pasha qua đời cùng năm đó, Mustafa kế vị anh ta với tư cách Grand vizier.
Kara Mustafa đã dẫn đầu một số chiến dịch thành công vào Ukraina, cố gắng củng cố vị trí của nhà nước Cossack thuộc Cánh hữu Ukraina, lúc đó là một chư hầu của Ottoman. Ông đã thành lập các đơn vị đồn trú của Ottoman tại nhiều thành phố của Ukraine, và chinh phục thủ đô truyền thống Chyhyryn của người Cossack, nơi từng bị Nga chiếm đóng.

## Trận Viên
Chi tiết: Trận Viên
Năm 1683, ông mở một chiến dịch bắc tiến đánh Áo nhằm mở rộng Đế chế Ottoman. Vào giữa tháng 7, mười vạn quân Ottoman đã bao vây Viên (được 10.000 lính Habsburg canh giữ). Đến tháng 9, ông đã chiếm một phần tường thành và suýt thắng.
Ngày 12 tháng 9 năm 1683, một đội quân Ba Lan dưới quyền của Vua John III Sobieski đã  tấn công sườn quân Ottoman một cách tàn khốc bởi đội kỵ binh Winged Ba Lan do Sobieski chỉ huy. Người Ottoman rút lui vào Hungary, một phần đông đầu hàng Áo và các nước đồng minh.
Thất bại đã khiến Mustafa mất vị tri Grand vizier và bị hành quyết. Vào ngày 25 tháng 12 năm 1683, Kara Mustafa bị treo cổ tại Belgrade theo lệnh của Mehmed IV.

## Nhận xét
Các sự gia nhận định Mustafa là một chiến lược gia tài ba hoặc là một chỉ huy liều lĩnh.
Kemal Atatürk cho rằng việc dẫn một đội quân 173.000 người từ Constantinoplis đến Viên là một chiến tích vĩ đại đối với bất kỳ chỉ huy nào, người duy nhất đã đạt được thành tích đó chính là Sultan Suleiman I.
Nơi sinh của Kara Mustafa gần quận Merzifon được đổi tên thành Karamustafapaşa để vinh danh ông.

## Truyền thông
Trong bộ phim Bitwa pod Wiedniem (2012) của Ba Lan, Mustafa do nam diễn viên người Ý Enrico Lo Verso thủ vai